# Ernst Kaiser (Geograph)
Ernst Kaiser (* 23. Dezember 1885 in Hildburghausen; † 7. Juli 1961 in Hildburghausen) war ein deutscher Geograph und Pädagoge.

## Leben
1889 zog die Familie nach Gräfenthal, wo Kaiser von 1892 bis 1900 die Volksschule besuchte. In Hildburghausen besuchte er anschließend bis 1905 das Lehrerseminar. Erfahrungen im Lehrerdienst sammelte er von 1905 bis 1910 in der Rhön. Nach einem Studium der Naturwissenschaften, Geografie und Pädagogik bis 1913 an der Universität Jena wurde er Rektor der Volksschule Bad Liebenstein und begann seine reformpädagogische Tätigkeit. Während des Ersten Weltkrieges heiratete er 1915 Elisabeth Schmidt und musste 1915/16 einen kurzen Militärdienst leisten. Ab 1916 wieder in Bad Liebenstein, ging Kaiser 1919 ans Lehrerseminar in Hildburghausen und wurde 1925 dessen Leiter. 1926 promovierte er mit einer pflanzensoziologischen Arbeit über die „Pflanzenwelt des fränkisch-hennebergischen Muschelkalkgebietes“.
Von 1929 bis 1932 lehrte Kaiser als Professor für Geographie an der Pädagogischen Akademie Erfurt, die 1932 aufgrund von Sparmaßnahmen geschlossen wurde. Daraufhin hatte er bis 1945 als Schulrat die Aufsicht über den preußischen Landkreis Ziegenrück und Landkreis Schleusingen. Danach ging er in den Ruhestand, publizierte aber weiter zu Thüringen und wurde so zum „Geographen Thüringens“.

### Naturschützer
Die Bemühungen von Ernst Kaiser führten dazu, dass das untere Vessertal bereits 1939 mit einer Fläche von 1384 ha als eines der größten Naturschutzgebiete Thüringens ausgewiesen wurde.

## Schriften
- Thüringer Wald und Schiefergebirge, Gotha 1931
- Landeskunde von Thüringen, Erfurt 1933
- Dr. Ludwig Nonne, der Schulreformator und „Pestalozzi Thüringens“, 1948
- Das Thüringer Becken zwischen Harz und Thüringer Wald, 1954
- Oberes Werraland und Grabfeld, Jena 1961